# 阿尔菲亚诺纳塔
阿尔菲亚诺纳塔（義大利語：Alfiano Natta），是意大利亚历山德里亚省的一个市镇。总面积13.09平方公里，人口768人，人口密度58.7人/平方公里（2009年）。ISTAT代码为006004。